# Ichneumon odomariensis
Ichneumon odomariensis är en stekelart som beskrevs av Tohru Uchida 1926. Ichneumon odomariensis ingår i släktet Ichneumon och familjen brokparasitsteklar. Inga underarter finns listade i Catalogue of Life.